# Meteora
Meteora (greacă Μετέωρα, ad literam „mijlocul cerului”, „suspendat în aer” sau „sus în ceruri” - etimologic referitor la „meteorit”) este unul dintre cele mai mari și cele mai importante complexe de mănăstiri ortodoxe din Grecia, al doilea după Muntele Athos.
Cele șase mănăstiri sunt construite pe piloni din piatră naturală (gresie), la marginea de nord-vest a Câmpiei Tesaliei în apropierea râului Pinios și Munților Pindului, în centrul Greciei. Cel mai apropiat oraș este Kalambaka. Meteora este înregistrată în lista Patrimoniului Mondial UNESCO din anul 1988.
Ca fenomen fizic este unic în toată lumea. Această formațiune de stânci a luat naștere datorită unui con în formă de deltă, constituit din pietre de râu și nămol, care se vărsau în vechiul lac tessalic. După separația geologică a masivilor muntoși ai Olimpului și ai Ossei, apele lacului au găsit ieșire la Marea Egee prin valea Tembi. Atunci, acest masiv în formă de deltă s-a scindat în pietre și stânci uriașe compacte cu înălțimi de până la 400 metri.
În prezent există 24 de mănăstiri, unele se găsesc într-o stare de ruină (Sfântul Duh, Sfântul Dimitrie, Sfântul Nicolae Padova și altele), în timp ce altele se conservă foarte bine, intacte și funcționează (Marele Meteor, Varlaam, Sfânta Treime, Sf. Ștefan, Rusanou, Sf. Nicolae).

## Istoric

### Din secolul al XI-lea până în secolul al XIX-lea
Primii călugări veniți să locuiască la Meteora în secolul al XI-lea trăiau în peșteri ca pustnici.
Primele mănăstiri datează din secolul al XIV-lea, fiind construite pentru a scăpa de turci și albanezi.
Sfântul Atanasie din Meteora, dat afară din Republica monastică Muntele Athos, a fondat Mănăstirea Marele Meteor cu mai mulți adepți, urmat de alte comunități care au ocupat stâncile (până la 24 la apogeu, în secolul al XV-lea).
Din secolul al XVII-lea, o serie de mănăstiri au fost abandonate treptat. Unele au fost distruse sau deteriorate în timpul războaielor, mai ales la începutul secolului al XIX-lea, de către oștile lui Ali Pașa.

### Epoca modernă
În jurul anului 1920 au fost construite în stâncă scările actuale care permit un acces ușor.
În timpul celui de-al Doilea Război Mondial locul a fost ocupat de trupele germane.
Doar șase mănăstiri sunt încă funcționale în prezent, unele fiind reocupate după o perioadă de abandon:
- Agios Nikolaos (Sfântul Nicolae).
- Agios Stefanos (Sfântul Ștefan).
- Aghia Triada (Sfânta Treime)
- Marele Meteor, sau Mănăstirea Schimbării la față. Aceasta este prima ca mărime și vechime, fiind ocupată în permanență de la începuturile sale.
- Roussanou
- Varlaam

## Lista mănăstirilor
Toate aceste mănăstiri se află la Meteora Grecia, iar cele mai multe sunt cocoțate pe stânci înalte și accesibile prin scări tăiate în rocă. Ele au fost înființate pentru călugări și călugărițe care urmează învățăturile Bisericii Ortodoxe a Greciei. O mare parte din arhitectura acestor clădiri are la origine Athonitul . Din cele șase mănăstiri intacte, Mănăstirile Sf. Ștefan și Roussanou  sunt locuite de maici.
| Mănăstire | Fotografie |
| --- | ---------- |
| Mănăstirea Marelui Meteor - este cea mai mare dintre mănăstirile situate în Meteora. A fost construită la mijlocul secolului al XIV-lea și a fost restaurată în 1483 și 1552. Biserica principală cu hramul Schimbarea la față a fost ridicată în secolul al XIV-lea între 1387 și 1388 și pictată între 1483 și 1552. |            |
| Mănăstirea Varlaam este a doua mănăstire ca mărime în complexul Meteora. A fost construită în 1541 și pictată în 1548. Biserica cu hramul Toți Sfinții, este de tip athonit (cruce pătrată cu cupolă și coruri), cu pridvor spațios înconjurat de o cupolă. Aceasta a fost construită între 1541-1542 și pictată în 1548, în timp ce pridvorul a fost pictat în 1566. Trapeza veche este folosită ca muzeu, în timp ce la nord de biserică se află capela celor trei episcopi, construită în 1627 și pictată în 1637.            |            |
| Mănăstirea Rousanou a fost fondată la mijlocul secolului al XVI-lea și pictată în 1560. Are hramul Schimbarea la față și Sf. Barbara și este construită pe trei etaje. Este renumită pentru frescele pictate în stilul școlii cretane. În zilele noastre este mănăstire de călugărițe. |            |
| Mănăstirea Sf. Nicolae Anapafsas este construită în secolul al XVI-lea și se află pe o stâncă de 85 m înălțime. Biserica principală, construită la începutul secolului al XVI-lea are hramul Sf. Nicolae. Biserica mică este pictată de către pictorul cretan Theophanis Strelitzas, în 1527. |            |
| Mănăstirea Sf. Ștefan este ușor accesibilă, nefiind multe trepte de urcat. Aceasta mănăstire este așezată pe un teren plat, mai degrabă decât pe stâncă. Biserica mică cu hramul Sf. Ștefan a fost construită în secolul al XVI-lea și pictată în 1545. Biserica principală are hramul Sf. Haralambie și a fost construită în 1798. A fost deteriorată de către naziști în timpul celui de-al doilea război mondial, care au crezut că adăpostea insurgenți și a fost abandonată. Călugărițele au preluat-o și au reconstruit-o. |            |
| Mănăstirea Sfânta Treime se află în partea de sus a stâncilor. Aceasta a fost construită în 1475 și pictată în 1741. În 1689 a fost adăugat pridvorul și pictat în 1692, iar sacristia adăugată în 1684. În trecut se ajungea la mănăstire cu scara de frânghie și cu plasa. În 1925 au fost săpate 140 de trepte. Biserica mică care are hramul Sf.Ioan Înaintemergătorul a fost construită și pictată în 1682. |            |

## Geologie

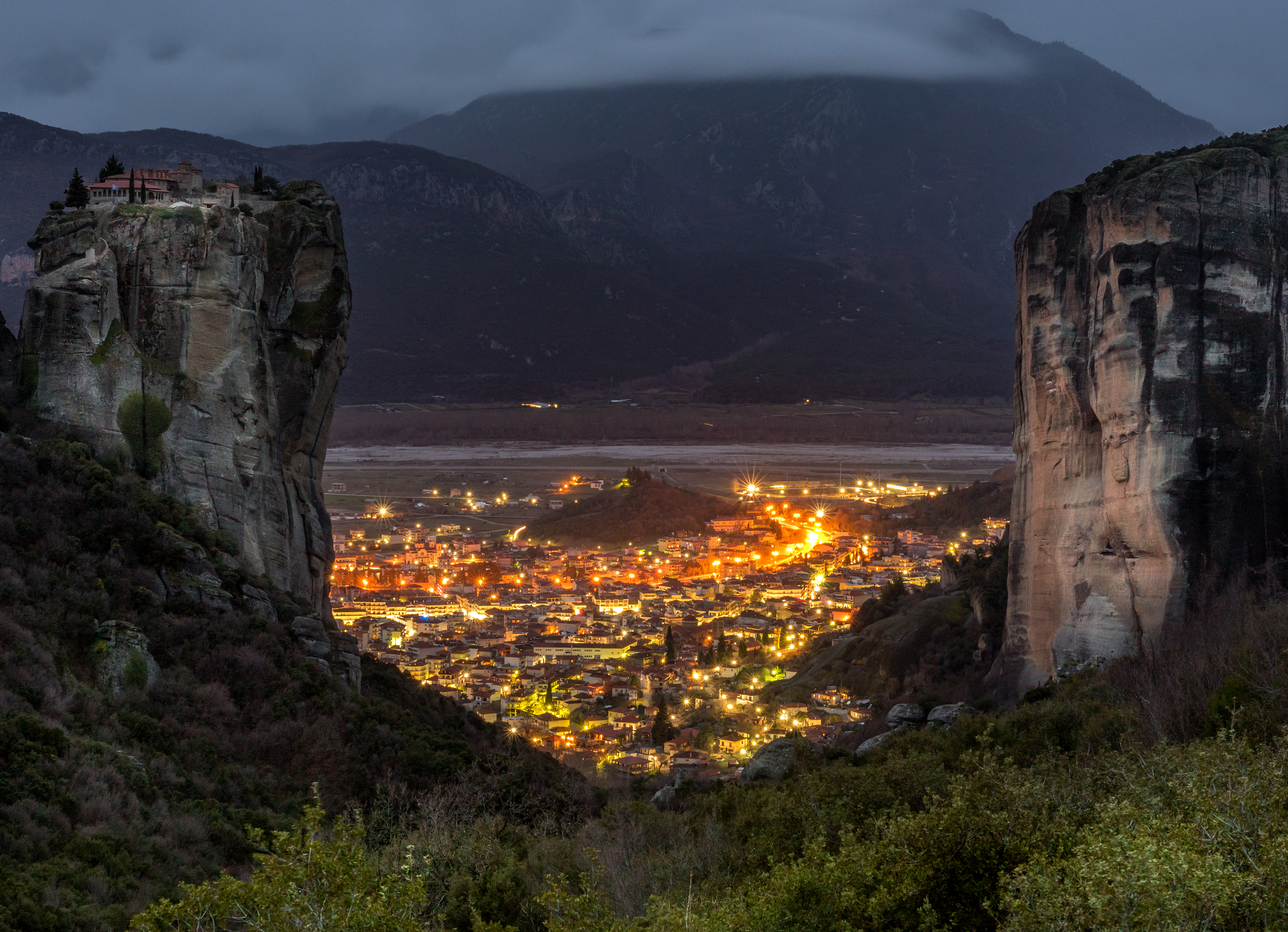

Stâncile pe vârful cărora sunt construite mănăstirile, sunt, în conformitate cu scrierile antice, roci trimise pe pământ din cer, de unde și numele de meteori, pentru a permite asceților să se retragă și să se roage.
Aceste masive stâncoase sunt compuse din roci detritice formate dintr-un conglomerat de pietriș cimentat. În locul lor a existat în terțiar albia unui fluviu care se vărsa în Marea Tesaliei și care a depus treptat sedimente. Aceasta este explicația aspectului stratificat al rocilor. Atunci când fluviul s-a mutat sau a dispărut, aluviunile au fost comprimate, cimentându-se prin presiune și căldură. În momentul încrețirii care a dat naștere Peninsulei Balcanice, ansamblul a fost ridicat și expus eroziunii, rezultând stâncile rotunjite de gresie, tipice acestor roci.

## Geografie
Înălțimea medie este de 313 metri (1,027 ft).